# Platja de l'Estany Salat
La platja de l'Estany Salat, anomenada també platja de l'Estany Gelat, és una platja natural del municipi de Mont-roig del Camp (Baix Camp), limitada a llevant per unes roques, que la separen de la platja de la Casa dels Lladres, a ponent per la punta dels Penyals, que la separa de la platja dels Penyals, i flanquejada per la via del tren i la carretera N-340. Inclou els aiguamolls de l'Estany Salat, a la desembocadura del torrent de l'Estany Gelat, que estan incorporats a la Xarxa Natura 2000. Té una longitud de 395 metres i una amplada de 60 metres, formada per sorra fina, amb un pendent d'entrada a l'aigua molt pronunciat.
El nom original d'Estany Salat ha evolucionat amb el temps cap a Estany Gelat.